# 単立キリスト教会連盟
単立教会連盟（たんりつきょうかいれんめい）は日本のプロテスタント系の団体。1992年の日本福音キリスト教会連合の成立と共に消滅した。

## 歴史
- 1964年 - 特に関東地区の単立の教会の牧師達の協力機関の必要が唱えられていた。戦後誕生した教会と、戦前から存在していた教会が、チームの働きかけによって連盟創立のために会合を持った。
- 1965年 - キリスト教朝顔教会で創立総会がもたれ、18教会が加盟した。
- 1973年 - 東洋ローア・キリスト伝道教会が加入した。
- 1992年 - 日本新約教団、リーベンゼラ・キリスト教会連合、北海道福音教会協議会と共に日本福音キリスト教会連合を設立した。